# جائزة ماكس مارا للفنون للنساء

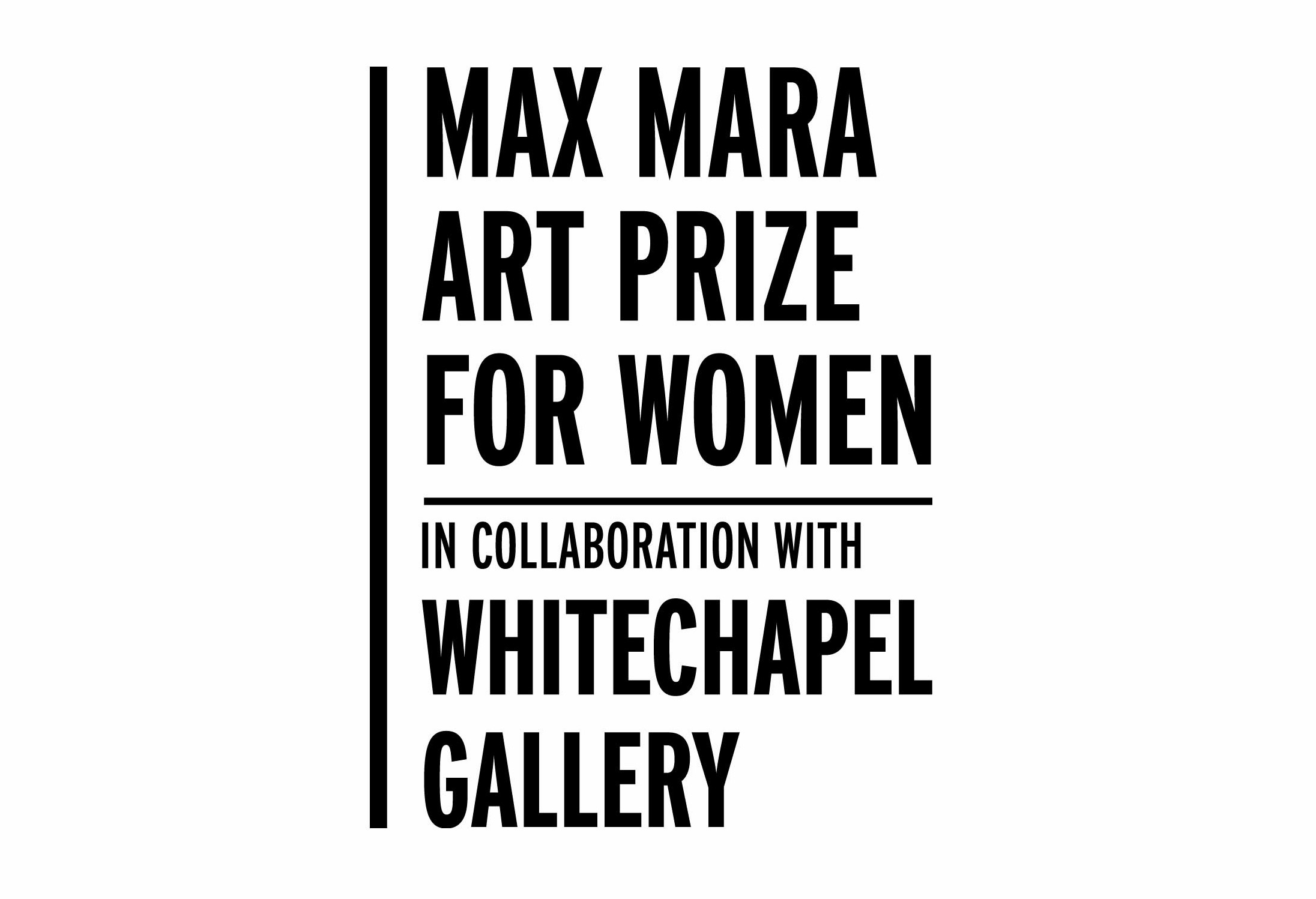
جائزة ماكس مارا للفنون النسائية

جائزة ماكس مارا للفنون للنساء هي جائزة فنية تُمنح كل سنتين لفنانة شابة تعمل في المملكة المتحدة. تنظمها شركة أزياء ماكس مارا ومعرض وايت تشابل في لندن. تشمل الجائزة إقامة لمدة ستة أشهر في إيطاليا ، يقوم خلالها الفنان بإنشاء مشروع و عمل فني لعرضه في معرض وايت تشابل وفي كوليزيوني ماراموتي في ريجيو إميليا ، في إميليا رومانيا بشمال إيطاليا.

## الفائزون بجائزة ماكس مارا للفنون للنساء
بين عامي 2006 و 2020 ، كان الفائزون بالجائزة هم مارجريت سالمون ، هانا ريكاردز ،  أندريا بوتنر ، لور بروفوست ، كورين سورن ، إيما هارت ، هيلين كاموك 
وإيما تالبوت.